# Adrien Buée
Adrien Buée (francès: Adrien-Quentin Buée)  (París, 6 d'octubre de 1745 - París, 11 d'octubre de 1826), conegut simplement com Abbé Buée, va ser un clergue francès anti-revolucionari, conegut per les seves composicions musicals i la seva afició a les matemàtiques.

## Vida i obra
Buée va tenir dos germans Pierre-Louis i Nicolas; tots tres van seguir la carrera eclesiàstica, sense que es tinguin gaire notícies de les seves vides. Adrien Buée, devot catòlic i devot newtonià, va estar més inetressat en la política, la música i les matemàtiques que en la teologia.
El 1766 era mestre de música de la catedral de Coutances i el 1768 va esdevenir organista de la Basílica de Sant Martí a Tours. El 1782 va retornar a París i el 1786 va ocupar el càrrec de secretari i bibliotecari del Capítol Catedralici de Notre-Dame de París que havia deixat vacant el seu germà Pierre Louis. Durant la Revolució francesa es va negar a jurar la Constitució, cosa que el va convertir en un capellà proscrit i, per por, va emigrar a Anglaterra, fixant la seva residència a Bath.
Durant aquest exili es va dedicar a estudiar matemàtiques i el 1805 va pronunciar una conferència a la Royal Society, publicada el 1806, sobre els nombres imaginaris, en el qual interpreta els signes {\displaystyle +} i {\displaystyle -} que es posen davant dels nombres com direccions (dreta - esquerra), mentre que proposa interpretar {\displaystyle {\sqrt[{2}]{-1}}} com una direcció diferent: la perpendicular. Aquest treball el posa a un nivell similar als de Caspar Wessel i Jean-Robert Argand en la interpretació geomètrica dels nombres imaginaris.
El 1814 va retornar a Paris amb la restauració de la monarquia i va ser nomenat canonge de Notre Dame. Va morir uns anys després en aquesta ciutat.
A part de la seva obra matemàtica ja esmentada, altres assajos científics irrellevants i la seva obra musical, consistent en diversos motets, unes mises i un Stabat Mater (tot d'escàs valor artístic), Buée va fer imprimir de forma anònima, durant el període revolucionari, una sèrie de texts antirevolucionaris en forma de diàlegs, en els quals invocava el bon sentit, en oposició al que ell considerava el sense-sentit de les idees revolucionàries. Es va inventar un personatge popular, la mère Duchesne, amb pocs coneixements i un dialecte aspre, que oposa el seu sentit comú al del seu marit, un revolucionari incendiari, amb el recolzament de diferents personatges. També va publicar, igualment de forma anònima, un Nouveau Dictionaire (Nou Diccionari), un diccionari polèmic, amb el qual pretén revelar els abusos en el lèxic de les paraules encunyades a la Revolució.